# Hermione Quinet
Pour les articles homonymes, voir Quinet.
Hermione Quinet (16 décembre 1821, Iași - 9 décembre 1900, Paris), également connue sous le nom d'Hermione Asachi (Asaki) ou veuve Edgar Quinet, est une femme de lettres et traductrice roumaine, naturalisé française. Elle sera la collaboratrice et l'épouse d'Edgar Quinet.

## Biographie

### Vie en Moldavie (1821-1845)
Née sous le nom de Glicheria Melirato, fille de Kiriaco Melirato et de la compositrice et pianiste d'origine autrichienne, Elena Teyber, (enfant du compositeur Anton Teyber), Hermione est adoptée vers 1826 par l'homme de lettres et pédagogue Gheorghe Asachi, second époux de sa mère. Elle grandit dans une famille férue de littérature et de musique. La maison Asachi est un salon littéraire et cosmopolite où se réunissent les intellectuels roumains et moldaves. Le journal politique et littéraire Albina Românească, premier en langue roumaine de Moldavie, fondé par Gheorghe Asachi, est imprimé au rez-de-chaussée de la demeure familiale. La jeune Hermione acquiert une solide éducation littéraire et artistique : pianiste et harpiste, elle maîtrise six langues,. Proche de son père Gheorghe Asachi, elle devient son assistante et sa secrétaire particulière.
Hermione Asachi participe à la vie culturelle moldave, notamment par le biais de traductions d’œuvres littéraires d'Europe occidentale. En 1839, elle traduit en roumain le recueil de poème René Paul et Paul René, d'Émile Deschamps, texte publié dans l'Almanahul literar et remarquée par Mihai Eminescu. Elle correspond avec Alphonse de Lamartine qui lui dédicace l'ode À une jeune Moldave (traduit par Gheorghe Asachi et publié dans Albina românească le 24 décembre 1839). Hermione Asachi publie, la même année, une traduction de Ruth, de la poétesse Caroline von Pichler (1839). En 1840, Istoria sfântă pentru tinerimea moldo-română, ainsi que des textes de Silvio Pellico ou Benjamin Franklin, sont édités dans Albina românească.
Elle épouse après 1835 Alexandru Moruzi, membre de la famille Mourousis. Un petit garçon, Georges, naît en 1839. Le mariage dure peu et Hermione Asachi s'exile en France.

### Vie en France (1845-1852)
Hermione Asachi s'installe à Paris en 1845 avec son fils Georges. Plusieurs raisons sont avancées pour expliquer ce premier exil loin de Iași : compléter sa propre formation, offrir une bonne éducation à son fils ou encore ses liens avec les cercles d'opposants moldaves.
Elle suit comme auditrice libre les cours d'Edgar Quinet, Jules Michelet et Adam Mickiewicz au Collège de France. Hermione Asachi fait partie des étudiants roumains regroupés à Paris autour de Dimitrie Brătianu, partisan de l'unification de la Valachie et de la Moldavie, auxquels Edgar Quinet adresse des messages de soutien en 1847. Par le biais des cours et d'une amie commune, Bianca Milesi-Mojon, Hermione Asachie devient une intime d'Edgar Quinet et de sa femme Minna More,. L'année 1851 est dure pour le député républicain de l'Ain qui perd sa femme et doit s'exiler après le coup d'État du 2 décembre. Après s'être réfugié auprès d'Émile Souvestre, Edgar Quinet fuit à Bruxelles grâce à un faux passeport valaque avec la princesse Cantacuzène,,, subterfuge dont serait à l'origine Hermione Asachi.

### L'exil des Quinet (1851-1870)
Hermione Asachi et son fils rejoignent Edgar Quinet à Bruxelles. Le couple se marie le 21 juillet 1852,, aidé financièrement par Gheorghe Asachi. Ils vivent dix-neuf ans en exil, malgré les amnistie de 1859 et 1869, d'abord en Belgique, puis à Veytaux (Suisse) après la mort du petit Georges en 1856. Dès le départ précipité d'Edgar Quinet en décembre 1851, Hermione s'attache à préserver notes, carnets et écrits à Paris. Récupérés et "réouverts" en 1862 par le couple à Veytaux, ils seront légués à la Bibliothèque nationale par la veuve en 1890.
Durant les années d'exil, Hermione Quinet n'a de cesse d'assister son époux dans ses travaux, : elle compile, rassemble les documents, annote et édite les œuvres de son époux - travail qui, quand il ne sera pas ignoré, lui sera souvent reproché ultérieurement,. Son rôle dans l'écriture, par son époux, de l'essai Les Roumains, juste avant le Congrès de Paris, est reconnu. En 1856, Edgar Quinet se préoccupe d'éditer l'intégralité de ses oeuvres, dont certaines sont épuisées : "Sauver du naufrage ma pensée, car le plus grand mal de l’exil, c’est que les œuvres de l’exilé sont dispersées, perdues, s’il ne les réunit lui-même". Hermione Quinet, en lien avec les amis restés en France, et avec le soutien particulier de Jules Michelet et Alfred Dumesnil, s'emploie à donner corps au projet,. Dix volumes sont publiés chez l'éditeur Pagnerre à partir de 1857. Une nouvelle édition de 30 volumes,, préparée par Hermione Quinet, sera éditée par Hachette à la fin du siècle.

### Retour en France
Le couple Quinet se revient en France avec l'avènement de la Troisième République.

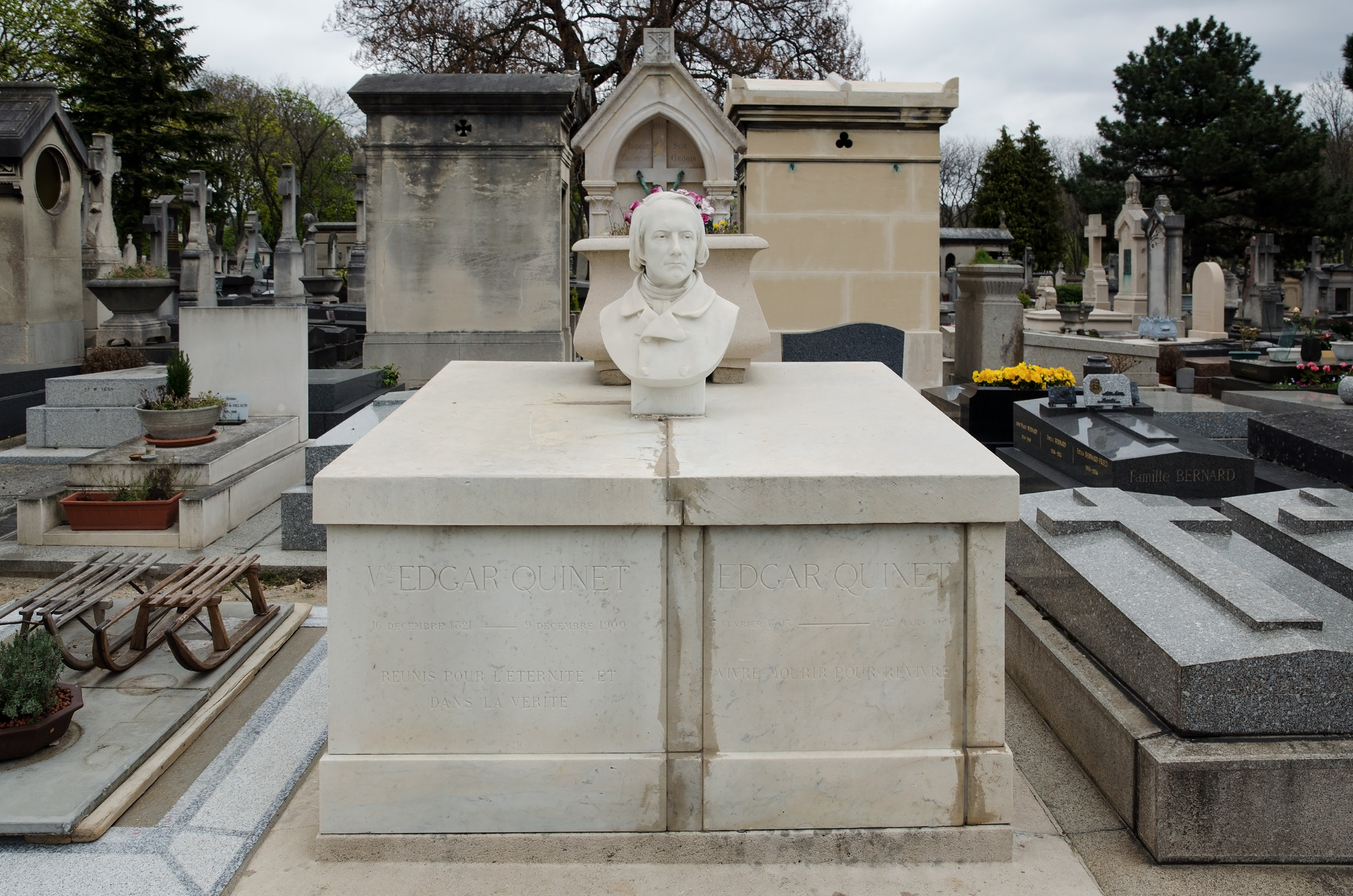
Caveau d'Edgar et Hermione Quinet (cimetière du Montparnasse)

Edgar Quinet s'éteint au domicile familial, 67 boulevard de la Reine à Versailles le 27 mars 1875. Hermione, âgée de 54 ans, lui survit 25 ans, durant lesquels elle s'évertue de continuer à faire vivre les travaux et la mémoire de son époux. En 1892, l'école Edgar-Quinet, école supérieure de jeunes filles, est ouverte rue des Martyrs ; Hermione Quinet lui lègue de nombreuses archives privées ainsi que du mobilier.
Elle meurt en son domicile 16 rue de Tournon à Paris le 9 décembre 1900. Son décès est déclaré par Ferdinand Buisson, qui est également son exécuteur testamentaire avec Henri Brisson. Elle est inhumée cimetière de Montparnasse, avec l'épitaphe « réunis pour l'éternité et dans la vérité ».
Outre ses furtives apparitions dans l’œuvre de son époux, nombre de ses correspondances avec des intellectuels français (Victor Hugo, Jules Michelet, Louis Blanc, Nanine et Émile Souvestre) sont conservées dans des bibliothèques et services d'archives, et notamment à la Bibliothèque nationale de France.

## Œuvres littéraires

### Traductions en roumain
- René-Paul și Paul-René, traduction du recueil de poème d'Émile Deschamps, 1839.
- Ruth, poèmes de Caroline von Pichler, 1839.
- Istoria sfântă pentru tinerimea moldo-română (L'histoire sainte pour les jeunes moldaves et roumains, traduction et adaptation), 1840, 1846 (2e édition).
- Despre îndatoririle oamenilor, traducere din Silvio Pellico, 1843.

### Autour de l’œuvre d'Edgar Quinet
Ouvrages publiés à partir des notes, manuscrits et carnets d'Edgar Quinet, souvent annotés, choisis, préfacés et arrangés par Hermione Quinet, “vigilante gardienne de la mémoire de son mari".
- Mémoires d'exil (1869)[24]
- Paris, journal du siège[25] (1873)
- Sentiers de France (1875)
- Vie et mort du génie grec (1876)
- Lettres à sa mère[26] (1877)
- Histoire de mes idées (1878)
- Lettres d’exil à Michelet et à divers amis (1885-1886) (4 volumes)[27]
- Edgar Quinet avant l'exil (1888)[28]
- Edgar Quinet depuis l'exil (1889)[29]
- Cinquante ans d'amitié, Michelet-Quinet (1825-1875) (1899)[30]
- Le livre de l'exilé, 1851-1870 ; Après l'exil, manifestes et discours, 1871-1875 (1875)[31]

### Autres œuvres d'Hermione Quinet
- Le Vrai dans l'éducation (1891)[32]
- Ce que dit la musique (1893)[11]
- La France idéale (1896)
- De Paris à Édimbourg (1898)